# Colpocephalum leptopygos
Colpocephalum leptopygos är en insektsart som beskrevs av Nitzsch in Giebel 1874. Colpocephalum leptopygos ingår i släktet Colpocephalum och familjen spolätare. Inga underarter finns listade i Catalogue of Life.